# إما (شنتو)

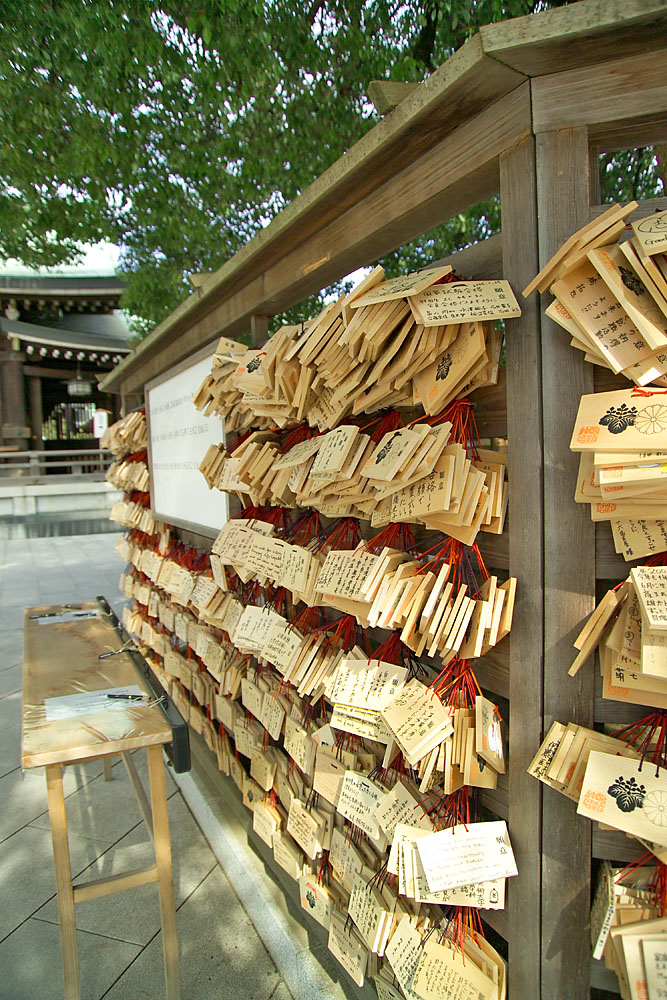
إما في ضريح ميجي في طوكيو.

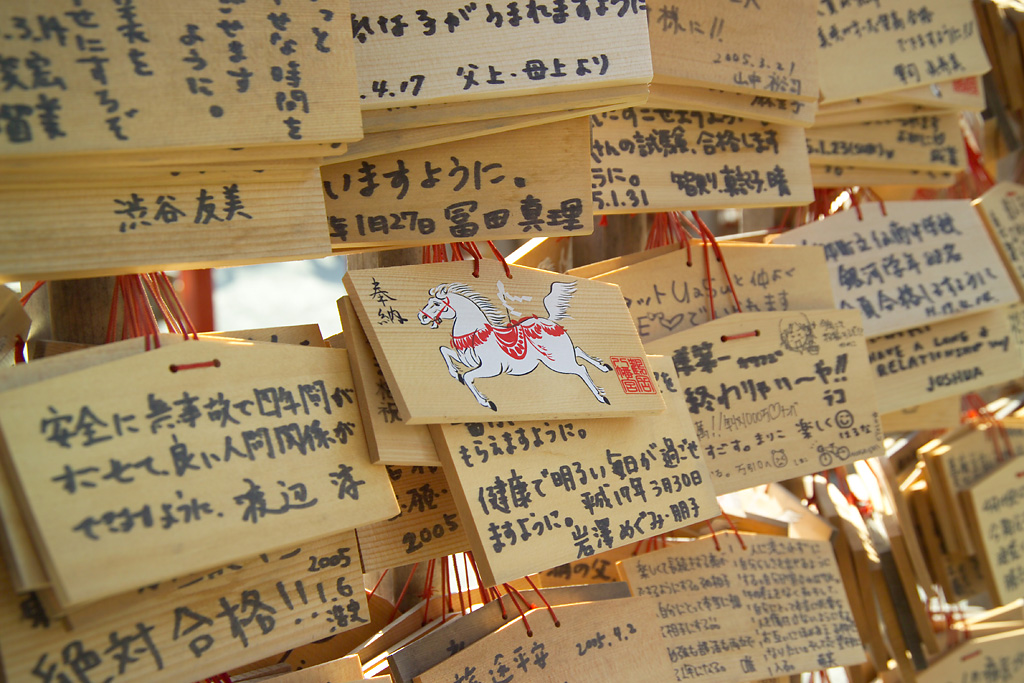
إما تحمل رغبات في ضريح Tsurugaoka Hachiman-gu في كاماكورا.

```
إما
 
(
絵馬
؟
)
 هي لوحة خشبية تحتوي على 
الصلوات
 أو الرغبات والأمنيات ونجدها في 
مزارات الشنتو
 في 
اليابان
. يكتب المؤمنون نذرهم أو صلاتهم على ألواح الإما، ثم يعلقونها على رواق بالقرب من المعبد لتقرأها 
الكامي
 (الآلهة). 
```

## الشكل
تتشابهالإما نسبيًا من حيث الحجم والشكل، ولكن يمكن تزينها بتصاميم مختلفة، غالبًا ما تكون حيوانات أو مواضيع من صور الشنتو. كلمة gan'i (願意 غاني)، والتي تعني "أمنية"، غالبًا ما يتم نقشها على الجانب. وعادة ما تكونالإيما مزينة بصورة حصان (馬 uma / ma): وإيما تعني حرفيا "صورة الحصان  ".
هناك أسطورة في اليابان منذ القدم تقول إن الآلهة ركبت الأحصنة ونزلت إلى الدنيا. وفي عصر نارا حين تتحقق الأمينة كان يتم تقديم الأحصنة الحية كقربان إلى المعابد البوذية والمزارات الشنتوية لكونها وسيلة ركوب الآلهة. ومن ثم جاء الاختصار والتبسيط واستبدال الحصان الحي بلوح خشبي صغير مرسوم عليه حصانا. في وقت لاحق يتم إنشاء عبادة شعبية: المؤمنون يدونون رغباتهم في هذه الألواح ثم يعلقونها في إما-كاكيه (絵馬掛け)، إما-دن (絵馬殿) أو إما-دو (絵馬堂).

## التاريخ
يبدو أن أصل إما يعود إلى فترة إيدو . عندما وصل مسرح الكابوكي إلى آفاق جديدة من الشعبية، تلقت المعابد إما من مدرسة Torii للرسم. كانت هذه المدرسة تحتكر بشكل افتراضي إنشاء لافتات تعلن عن المسارح ومسرحيات الكابوكي، كما قدمت تبرعات لأداء ممثلي الكابوكي على ألواح خشبية للمعابد. على الرغم من أنها تصور موضوعات لا علاقة لها بالدين، إلا أن هذه اللوحات استقبلت بشكل جيد من قبل المعابد وتم دمجها في زخارفها.

## الاستعمال
يتم استخدام ألواحالإما لتقديم الأمنية للكامي؛ وتكلف 500 إلى 1 000 ين. على عكس ما يحدث في الديانات الغربية، حيث يكون الغرض من الصلاة عادة هو شكر الله ومبارتكه، فإن مؤمني الشنتو يطلبون من الكامي مجموعة متنوعة من الأشياء، بدءًا من السلام العالمي إلى اجتياز الامتحانات لطالب. في بعض المعابد الشهيرة جدًا التي يرتادها السياح، مثل ميجي-جينجو في طوكيو، هناك ألواح الإما مكتوبة بلغات مختلفة، حيث يترك السائحون رغباتهم وصلواتهم.
خلال فترة الامتحانات، تكون الأضرحة يوشيما تينجين في بونكيو بمنطقة طوكيو أو دازايفو تينما غو في فوكوكا مليئة بألواحالإما مملوؤة بأمنيات النجاح. وهذه المزارات 12000 لمعبد تنمان-غو مكرسة لإله العلم والدراسة تينجين.

## مذكرات ومراجع
1. 1 2 3  "Omikuji et ema". www.nippon.com. مؤرشف من الأصل في 2020-07-28. اطلع عليه بتاريخ 13 juin 2019. {{استشهاد ويب}}: تحقق من التاريخ في: |تاريخ الوصول= (مساعدة).
2. ↑  "أوراق الحظ "أوميكوجي" والألواح الخشبية للأمنيات "إما"". nippon.com. 3 يناير 2016. مؤرشف من الأصل في 2019-11-07. اطلع عليه بتاريخ 2020-07-28.

## ملاحق

### مقالات ذات صلة
- شجرة الصلاة
- الناخب السابق
- أوميكوجي